# Músculo supraespinhal
O músculo supra-espinhal é um músculo relativamente pequeno da face superior dorsal da escápula, que têm seu nome derivado da fossa supra-espinhal da escápula, onde ele se encontra. É um dos quatro músculos do manguito rotador, e também abduz o braço no ombro. A espinha da escápula também separa o supra-espinhal do músculo infra-espinhal, que se origina abaixo da espinha.

## Embriogênese
Origina-se do mesênquima da camada somática do mesoderma lateral do embrião.

## Ações
A contração do supra-espinhal leva à ( 1ºabdução horizontal *2ª rotação externa ou lateral, *3ª rotação externa do ombro e do braço, na articulação do ombro. Ele é freqüentemente descrito como o inciador da abdução, já que é o principal músculo agonista desse movimento.
O músculo supra-espinhal também ajuda a estabilizar a articulação do ombro ao manter a cabeça do úmero firmemente próxima à cavidade glenóide da escápula.

## Imagens Adicionais

Diagrama da articulação do ombro humano, visão anterior.
Diagrama da articulação do ombro humano, visão traseira
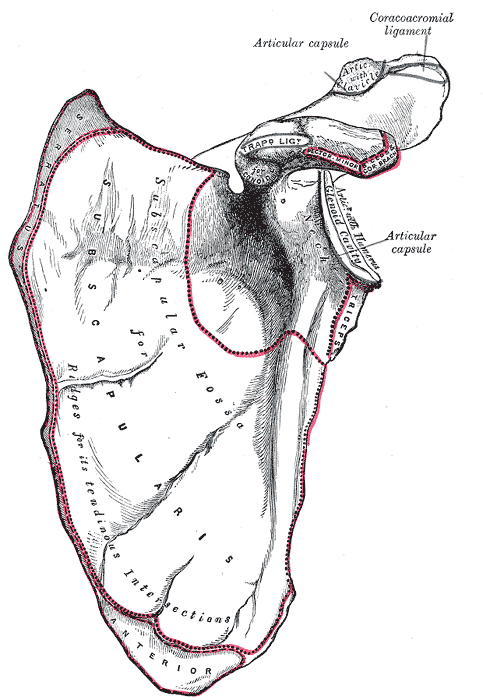
Escápula esquerda. Face dorsal.
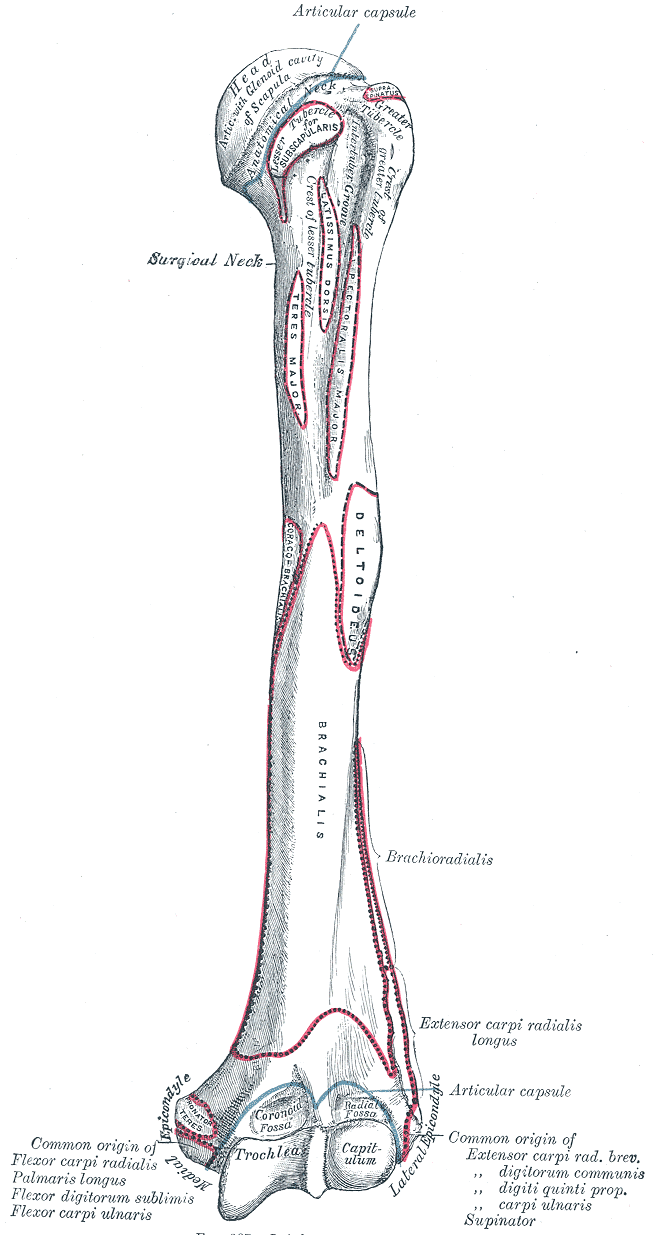
Úmero esquerdo. Face anterior.
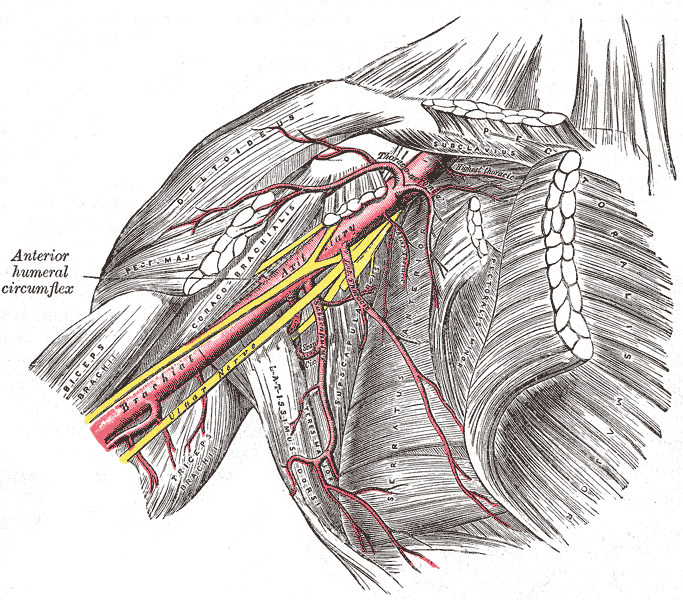
Artéria axilar e suas ramificações.
O plexo braquial direito, visão frontal.
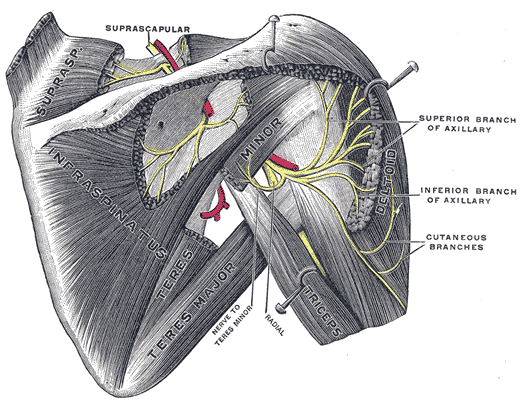
O m. supra-espinhal e nervos axilares do lado direito, visão dorsal.